# Eurostat
L'Eurostat (en anglès: Statistical Office of the European Communities) és l'oficina estadística de la Comissió Europea, que produeix dades sobre la Unió Europea (UE) i promou l'harmonització dels mètodes estadístics dels estats membres.

## Història
L'any 1953 fou creada l'Oficina Estadística de les Comunitats Europees com la divisió estadística de la Comunitat Europea del Carbó i l'Acer (CECA), passant a ser un organisme integrant de la Comunitat Econòmica Europea (CEE) a partir de 1958. Des de l'any 1959 rep el nom actual.

## Funcions
Dos dels seus papers particularment importants són la producció de dades macroeconòmiques que donen suport les decisions del Banc Central Europeu en la seva política monetària vers l'euro, i les seves dades regionals i classificació (NUTS) que orienten les polítiques estructurals de la Unió Europea.
L'Eurostat és una de les Direccions Generals de la Unió Europea depenent del Comissari Europeu d'Assumptes Econòmics i Monetaris, i té la seu a la ciutat de Luxemburg. El seu Director General actual és Hervé Carre i està assistit per 7 directors, cadascun amb el seu sector d'activitat dins de l'organisme: 
- Recursos
- Mètodes estadístics
- Comptes nacionals i europees
- Estadístiques econòmiques i regionals
- Estadístiques agrícoles i ambientals; Cooperació estadística
- Estadístiques socials i Societat de la Informació
- Estadístiques de les empreses

## Organització temàtica
Les dades de l'Eurostat estan dividides en 9 àrees temàtiques principals i en 30 àrees subtemàtiques. Les àrees temàtiques principals són: 
- Estadístiques generals i regionals
- Economia i finances
- Població i condicions socials
- Indústria, comerç i serveis
- Agricultura i pesca
- Comerç exterior (balança de pagaments)
- Transports
- Medi Ambient i energia
- Ciència i tecnologia